# Colors II
 (août 2021).
Albums de Between the Buried and Me
Automata II
(2018)
Singles
1. Fix the Error
Sortie : 25 juin 2021
2. Revolution in Limbo
Sortie : 23 juillet 2021

Colors II est le dixième album studio du groupe de metal progressif américain Between the Buried and Me. Il est sorti le 20 août 2021 sous le label Sumerian Records, et est la suite de l'album Colors sorti en 2007.

## Liste des titres
| 1.    | Monochrome                            | 3:14  |
| 2.    | The Double Helix of Extinction        | 6:16  |
| 3.    | Revolution in Limbo                   | 9:12  |
| 4.    | Fix the Error                         | 5:00  |
| 5.    | Never Seen / Future Shock             | 11:41 |
| 6.    | Stare into the Abyss                  | 3:53  |
| 7.    | Prehistory                            | 3:07  |
| 8.    | Bad Habits                            | 8:43  |
| 9.    | The Future is Behind Us               | 5:22  |
| 10.   | Turbulent                             | 5:56  |
| 11.   | Sfumato                               | 1:09  |
| 12.   | Human is Hell (Another One with Love) | 15:07 |
| 78:40 |                                       |       |

## Crédits
- Tommy Rogers – chant, claviers
- Paul Waggoner – guitare, chant
- Dustie Waring – guitare
- Dan Briggs – basse
- Blake Richardson – batterie